# День железнодорожных войск

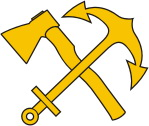
Петличная эмблема железнодорожных войск ВС СССР образца 1936 года.

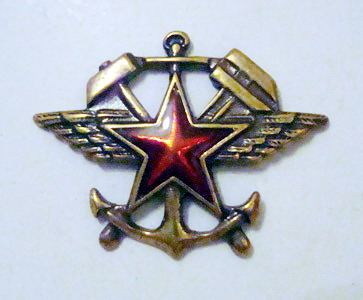
Петличная и погонная эмблема ЖДВ и ВОСО ВС СССР

День Железнодорожных войск Российской Федерации — профессиональный праздник военнослужащих, военнообязанных, рабочих и служащих (гражданский контингент) Железнодорожных войск Российской Федерации.
Отмечается каждый год 6 августа.
В СССР день железнодорожных войск отмечался 5 октября (Железнодорожные войска СССР были созданы на основании Приказа № 41 от 5 октября 1918 года Главнокомандующего всеми вооруженными силами Советской Республики).

## История
Впервые День железнодорожных войск был установлен указом Президента Российской Федерации № 1040 от 19 июля 1996 года. Этот указ утратил в силу после того, как в силу вступил Указ Президента Российской Федерации от 31 мая 2006 года № 549 «Об установлении профессиональных праздников и памятных дней в Вооруженных Силах Российской Федерации».
Приурочен ко дню образования специальных военизированных подразделений для охраны и эксплуатации железной дороги С.-Петербург — Москва.